# Rezidence sedleckého kláštera (Horušice)
Rezidence sedleckého kláštera cisterciáků v Horušicích v okrese Kutná Hora ve Středočeském kraji je zámeček osmibokého půdorysu z doby kolem roku 1720. Stavba je připsaná Janu Blažeji Santinimu, i když jeho autorství není přímo doloženo. Z někdejšího hospodářského dvora sedleckého kláštera zůstala jen stavba drobné rezidence, která slouží jako rodinný dům. Od roku 1966 je rezidence chráněna jako kulturní památka.

## Historie
Výstavba zámečku v Horušicích je vcelku právem spojována se sedleckým opatem Janem Reichknechtem, který stál v čele konventu v letech 1731–1753. Kompozice stavby je blízkou variantou zámečku hospodářského dvora Hubenov u Kralovic, kterou navrhl Santini po roce 1720 a odpovídá výrazně santiniho stylu.
6. září 1819 byla většina majetku zrušeného sedleckého kláštera prodána v dražbě a panství koupil za 600 100 zlatých polní maršál Karel Filip Schwarzenberg a přebudoval dům na lovecký zámeček. 8. dubna 1843 odkoupil vsi Horušice a Habrkovice hrabě Josef Osvald I. Thun-Hohenstein, majitel sousedních Žehušic a připojil je ke svému fideikomisu, který zde zřejmě v roce 1890 zřídil myslivnu. Po vzniku Československé republiky byl majetek rodu Thun-Hohenstein zabrán státem roku 1922, na základě pozemkové reformy z roku 1919. Z bývalého žehušického panství se stal tzv. zbytkový statek, který zakoupil Václav Stome z Prahy roku 1924. Do jeho majetku také přešel zámeček v Horušicích.
Po nástupu komunistického režimu v roce 1948 bylo postupně znárodněno horušické polesí i s hájovnou. Dostalo se do správy Východočeských státních lesů se sídlem v Hradci Králové. Do sedmdesátých let 20. století se v hájovně vystřídalo několik nájemců. Někdy v letech 1968–1975 byla místo domácí kaple postavena koupelna a celé 1. patro bylo také přestavěno. Od roku 1975 byla hájovna na delší dobu neobydlena. V té době byly malované stropy pobity rákosem a nahozeny maltou. Myslivna nadále chátrala, k němuž vydatně pomáhalo poškození střechy, kudy dovnitř zatékalo.

## Popis
Stavba má osmiboký půdorys. Ve vnitřní dispozici jsou tři trakty: ve středním traktu v přízemí se nalézá nástupní hala a vstup na schodiště. V patře proti němu je drobný pětiboký prostor bývalé kaple zasvěcené Janu Nepomuckému s nástropní malbou představující Nanebevzetí svatého Jana Nepomuckého. Ve středním traktu v patře je zachovalá nástropní malba Zvěstování Panny Marie a v zadním traktu na východní straně další nástropní malba Meditace sv. Bernarda z Clairveaux.
Odkryté obrazy jsou hodnoceny jako kvalitní vrcholně barokní díla se zajímavě provedeným lemováním. Obraz Zvěstování Panny Marie, je zasazený do architektonického rámce s bohatou dekorací. Hlavním výjev rámuje zrcadlo blízké čtverci s obloučkovitě vykrojenými rohy s ušima, s iluzivními architektonickými detaily. Hlavní masivní světlý profil rámu zrcadla lemují jemné články v okrově červené barevnosti. Na vnějším obvodu jsou ze zlatově okrouhlých článků vytvořeny v koutech vnější uši, které dosedají na červenou barvu namalované volutové konzoly, navazující na stejně barevné články rámu. Mezi vnější uši a kouty místnosti jsou vloženy boltcové kartuše, zavíjenými pásy spojené s volutovými konzolami. Zbylé plochy zde vyplňuje květinový dekor, zavěšený na mušle vložené do vnějších uší zrcadlového rámu.Za mušlí jsou vždy dva putti, kteří nesou mariánské korunky, překrývající rám.Ve Středy stran rámu objímá akantový dekor se zavěšenými festony. Po obvodu rámu jsou naznačeny ilusivní krajinky se stromy a keři, které zřejmě doplňují krajinný rámec centrálního výjevu. Výjev Zvěstování, provedený v tradičním schématu, je zasazen do krajinného rámce, který má symbolický obsah. V pravé části klečí bíločerveně oblečená Panna Marie pod rozeklanou, v dolní části temnou skálou, se stromy.V levé části se rozvírá údolí plné světla, nad kterým se vznáší Archanděl Gabriel s lilií, obrácený k Panně Marii.
Obraz svatého Bernarda je zasazený stejně, jako Zvěstování do bohatého ilustrativního architektonického rámce, s dalšími symbolickými postavami a výzdobou. Architektonický rámec má poměrně jasnou tektonickou skladbu, proporcemi respektující lichoběžný půdorys místnosti. Uprostřed stran vystupují do prostoru ilusivní půdorysně zalamované štíty, se střední částí konvexního průběhu, ukončené bohatě profilovanou krepovanou římsou, kterou na čelech do prostoru natočených křídel, vzpírají voluty. Uprostřed štítků překrývají římsu mušle, na kterých visí festony, které se nepochybně vztahují k osobnosti svatého Bernarda. Nad vstupem ze střední místnosti je žena s váhami (Spravedlnost), na protilehlé straně pak žena se sloupem, symbolizující stálost. Sloup zde rovněž ukazuje na Svatého Bernarda jakou sloup víry.Na třetí straně je žena se zrcadlem. Z více významů je zde třeba symboliku zrcadla chápat z náboženského pohledu, jako symbol čistoty duše, ve smyslu slov církevního otce svatého Řehoře Naziánského. U pat štítů rovněž ukončených vytočenými volutami, sedí nebo stojí dvojice putti s palmovými ratolestmi a zřejmě s dalšími, ne zcela zřetelnými atributy. Kouty vyplňují do široka rozevláté kartuše, s volutově zavíjenými rámy, vrcholící vázami a květinami. Tvar kartuší koresponduje s motivem bílých křídel na modré ploše, který vyplňuje jejich plochu a podtrhuje nadzemskost celého výjevu. Nad římsami štítků je jakoby v druhém plánu nasazen půdorysně zalamovaný rám zrcadla s výjevem svatého Bernarda. Svatý Bernard v cisterciáckém rouchu sedí na skalisku v lese s rozeklanými stromy a rozjímá nad lidskou lebkou, kterou drží v levé ruce. Vlevo od něj po pravé ruce leží kniha, na pravé straně má u nohou typické atributy – nástroje Kristova umučení – Kříž, kopí, houbu na kopí. Opět je zde patrná symbolika světla a temnoty. Levá temná část lesa kontrastuje s pravou prosvětlenou částí plnou Božího světla, které ozařuje postavu světce.

Popis pana Aloise Jaryho, faráře ve Zdechovicích ze dne 8. října 1935, který popisuje třetí dochovaný obraz, zní takto: 
Obraz, resp.malba je slohu barokového. Představuje sv.Jana Nepomuckého jak je obklopen devíti anděly. Strop, na němž je malba provedena,je prkenný a už dost sešlý, rozeschlý a proto malba na těchto prknech rozestoupením prken také trpí. Ale přesto jest pěkně jasná. Svatý Jan Nepomucký je malován v rouchu kněžském v taláru a rochetě. Hlava prostovlasá bez biretu. Po stranách je šest menších andělíčků buclatých. Tři jsou na pravé straně (po pravé ruce sv.Jana Nepomuckého), tři po jeho ruce-straně levé. Jeden z těchto třech po levé straně drží v relikvií oslavený jazyk sv.Jana Nepomuckého (relikvie jako na způsob malé monstrance). A jeden z andělíčků po straně pravé drží palmu, větev, odznak tu mučedníků. Svatý Jan Nepomucký s těmito anděly je malován na ploše prken tak, jako by byl na obraze plátěném, má tedy rámové ohrazení obdélníkové jak vykazuje jeho postava a nad tímto rámovím vpředu jsou dva větší cherubové, kteří drží dvě stuhy s nápisy. Levý cherub drží latinský nápis: „Astra petit“ (česky: směřuje, spěchá – spěje k hvězdám, tj. k nebi). A druhý anděl doprava drží nápis: „Dun famae“ – strážce dobrého jména – pověsti – vévoda ochránce, volně přeloženo: ochránce cti a dobrého jména. A dole pod svatým Janem Nepomuckým je malován devátý andělíček, jak tluče paličkou do bubnu, jako v radosti na oslavu svatého Jana Nepomuckého. Pak zbytek místa nástropního jest vyplněn květinovou ornamentickou a barvy jsou stále zachovalé. Celá malba měla by býti zachráněna, by nepodléhala zkáze.